# مهندسی صنایع هوافضا سعودی
مهندسی صنایع هوافضا سعودی (انگلیسی: Saudia Aerospace Engineering Industries) شرکت هوانوردی عربستانی است، که در سال ۱۹۹۰ تأسیس شد.